# Закавказский экономический район
Закавка́зский экономический район — один из 19 экономических районов СССР, состоял из трёх закавказских республик:
1. Азербайджанская ССР (сейчас — Азербайджан)
2. Армянская ССР (сейчас — Армения)
3. Грузинская ССР (сейчас — Грузия)

В составе экономического района также выделялись: крупнейшие Тбилисский, Абшеронский (Баку) промышленные узлы и крупный Ереванский узел.
Население — 15 489 тыс. чел. (1987).
Основные отрасли специализации: добыча и переработка разнообразных руд цветных и чёрных металлов, нефти и газа. Развиты пищевая, лёгкая промышленность, машиностроение.
Сельское хозяйство: большое значение имеет выращивание субтропических и теплолюбивых технических культур, виноградарство, плодоводство, производство ранних овощей.